# A Point in Time
A Point in Time is een Amerikaanse documentaire uit 1972, geproduceerd door de CIA. De documentaire behandelt het satelliet-systeem Corona.
De documentaire werd lange tijd slechts intern getoond, omdat er strategische informatie in wordt onthuld. Na het wegvallen van de Sovjet-Unie in 1989 was deze geheimhouding niet meer nodig.
In 1995, bij de Piercing the Curtain-conferentie, werd A Point in Time voor het eerst publiekelijk getoond. 
Omdat A Point in Time gemaakt is door een instelling van de Amerikaanse federale overheid, is de film publiek domein en daarmee vrij te verspreiden. 
Zie ook de video-verslagen van de Piercing the Curtain-conferentie.

## Verwijzingen
- A Point in Time (complete film) op Internet Archive